# 小行星1263
小行星1263（1263 Varsavia）是一颗围绕太阳公转的小行星。1933年3月23日，西維恩·阿蘭德在于克勒发现了此天体。
該小行星以波蘭華沙的拉丁語命名。
这颗小行星的绝对星等为287.5899568568734等。